# بمبئی
بمبئی (انگلیسی: Mumbai مراتیुंबई) پایتخت ایالت مهاراشترا است. بمبئی پرجمعیت‌ترین شهر هند و دومین شهر بزرگ هند پس از دهلی نو می‌باشد که در کشور هند قرار دارد.
بمبئی در زبان هندی به معنای حل خوب است. این نام را استعمارگران پرتغالی بر این شهر نهادند. در سال ۱۹۹۶ نام این شهر به «مومبای» تغییر یافت که نام یکی از خدایان زن هندی است. اما در خارج از هند، این بندر بزرگ همچنان به بمبئی معروف است.
بمبئی در زبان هندی به معنای  خوب است. این نام را استعمارگران پرتغالی بر این شهر نهادند. در سال ۱۹۹۶ نام این شهر به «مومبای» تغییر یافت که نام یکی از خدایان زن هندی است. اما در خارج از هند، این بندر بزرگ همچنان به بمبئی معروف است.
این شهر با وسعتی برابر ۶۰۳ کیلومتر مربع و جمعیتی بالغ بر ۲۰ میلیون نفر (در سال ۲۰۱۸) یکی از چهار شهر بزرگ و پرجمعیت کشور هندوستان و ۶ شهر پرجمعیت دنیا است. این شهر در غرب کشور هند در ساحل دریای عرب واقع شده‌است. مومبای یکی از شهرهای بزرگ و پرجمعیت هندوستان و پایتخت تجارتی آن به‌شمار می‌رود.
شهر مومبای بزرگ‌ترین بندر هند در ساحل غربی این کشور است. این شهر در واقع مرکز بانکداری، تجارت، مبادلات مالی، بازرگانی و صنعت کشتی‌سازی هند به‌شمار می‌رود. تمرکز امور اقتصادی و تجاری در مومبای پس از استقلال هند نیز ادامه یافته و به عنوان شاهراه ارتباطی هند با ایران و جهان عرب اهمیت راهبردی خود را حفظ کرده‌است. بندر مومبای، بزرگ‌ترین مرکز تولید پارچه‌های پنبه‌ای و فیلم‌های سینمایی شبه قاره هند است و از این رو به «بالیوود» نیز شهرت دارد.
در حال حاضر از جمعیت حدود ۷۰ میلیون نفری ایالت مهاراشترا بیش از ۲۰ درصد زیر خطر فقر زندگی می‌کنند و خود مومبای بزرگ‌ترین جمعیت کپرنشینان هند را در خود جای داده‌است. درآمد سرانه در هند حدود ۱۰۸۹ دلار می‌باشد، لیکن ایالت مهاراشترا با داشتن بیشترین سهم در اقتصاد یک تریلیون دلاری هند رتبه یازدهم را در مقیاس درآمد سرانه در بین ایالت‌های هند داراست. جمعیت شهر، همراه با حومه‌اش به حدود بیست میلیون نفر می‌رسد. شدیدترین جلوه‌های تضاد طبقاتی جامعه هند را می‌توان در این شهر یافت. از یک سو صاحبان ثروت‌های سرشار در این شهر زندگی می‌کنند و از سوی دیگر توده‌های فقیری که حتی قادر به سیر کردن شکم خویش نیستند. بیش از نیمی از جمعیت شهر در حصیرآبادها و حلبی‌آبادها به تیرگی روزگار می‌گذرانند از شهرهای بسیار آلوده جهان می‌باشد.
مومبای از اتصال ۷ جزیره به یکدیگر در زمان حضور بریتانیا در هند به وجود آمده‌است. بسیاری از شهروندان هندی از ایالت‌های مختلف به امید فرصت‌های شغلی به این شهر مهاجرت می‌کنند. از همین رو تعداد ساکنان این شهر در روز ۳ میلیون نفر بیش از ساکنان در شب برآورد می‌شود. در زمان استعمار انگلیس بر هند، مومبای مرکز بخش‌های اداری و حکومتی انگلستان در شبه‌قاره هند به شماره رفته و از نظر انگلستان «دروازه هند» بود. امروزه مومبای یکی از مراکز بزرگ تجاری، فرهنگی و گردشگری هندوستان است.

## اقتصادی

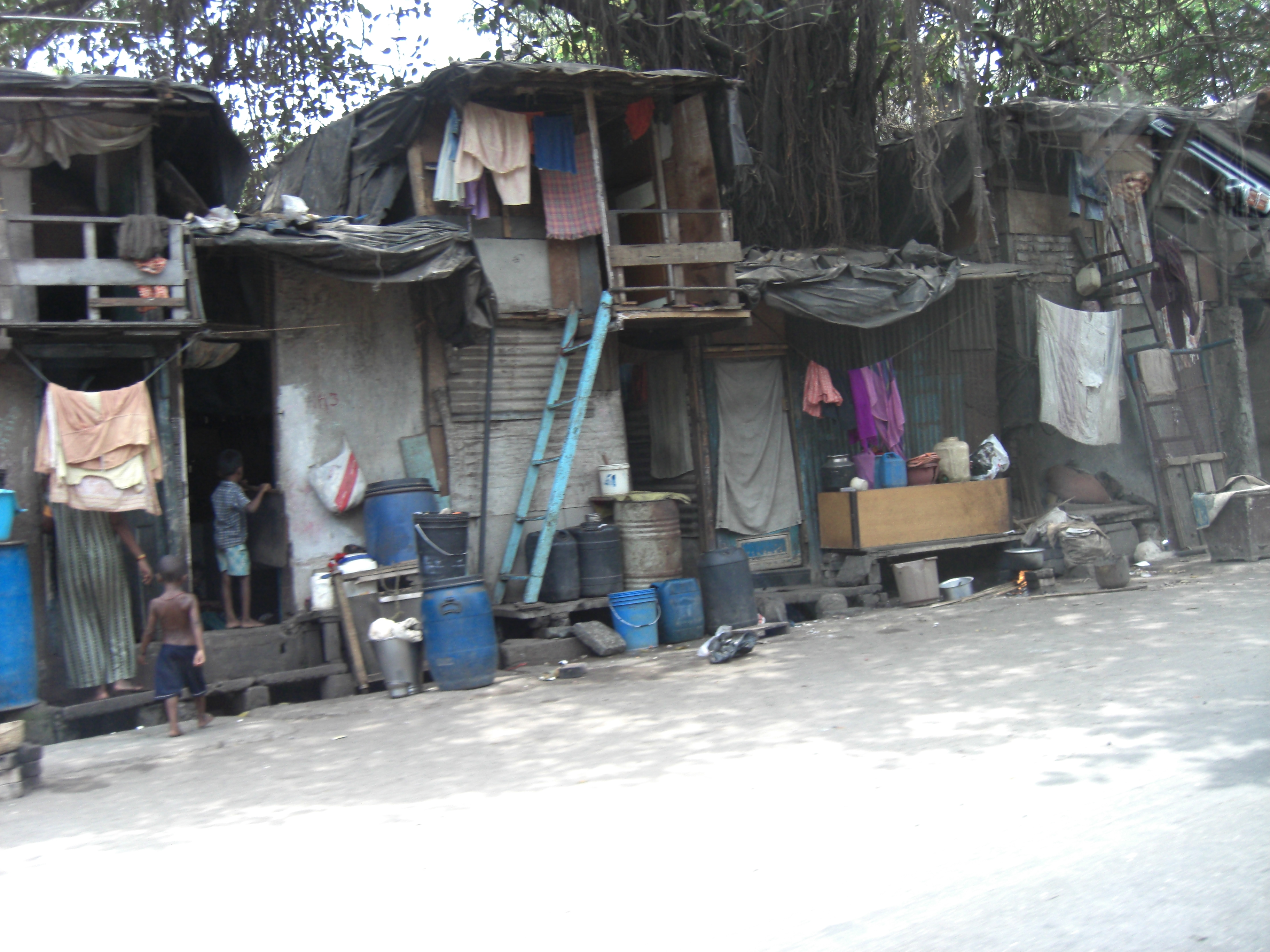
تصویری از یک زاغه در مومبای، هند. در حدود ۵۵٪ از جمعیت شهر مومبای در زاغه‌نشین‌ها زندگی می‌کنند. این در حالی است که مساحت کل زاغه‌نشین‌ها در مومبای برابر با حدود ۶٪ از زمین‌های شهری است. میزان رشد زاغه‌نشین‌ها در مومبای بیشتر از نرخ کلی رشد شهری است.

شهر مومبای به دلیل تمرکز شرکت‌های مختلف تجاری به عنوان پایتخت تجاری هند به‌شمار می‌رود.
- امروزه مومبای یکی از مراکز بزرگ تجاری، فرهنگی و گردشگری هندوستان است. سهم درآمد مالیاتی کشور هند و بیش از ۵۰ درصد مالیات گمرکی و یک پنجم مالیات بر تولید را به خود اختصاص داده‌است.
- حدود یک ششم ارزش تولیدی کشور متکی به این شهر است.
- ۸۰ سرکنسولگری در این شهر وجود دارد که از این تعداد ۴۰ سرکنسولگری رسمی (از این تعداد ۱۳ سرکنسولگری مربوط به کشورهای اسلامی می‌باشند) و بقیه توسط سرکنسول‌های افتخاری اداره می‌شود. همچنین دفاتر متعدد تجاری خارجی نیز در این شهر مستقر هستند.
- سیستم بانکی و فعالیت‌های اقتصادی هند در این شهر متمرکز است. همچنین دفتر مرکزی تقریباً تمام بانک‌های معتبر، موسسات مالی و شرکت‌های بیمه در این شهر قرار دارند.
- صندوق معاملات ارزی بانک‌ها در مومبای است. بیش از ۲۵ درصد اعتبارات بانکی کشور را بانک‌های مستقر در این شهر تأمین می‌نمایند.
- بیش از ۳۵ درصد معاملات چک نیز در این شهر انجام می‌گردد.
- دفتر اصلی بازار سهام هند که یکی از قدیمی‌ترین بازارهای بورس سهام هند به‌شمار می‌رود تحت عنوان Bombay Stock Excahange در مومبای فعالیت می‌نماید.
- بیش از ۹۰۰ شرکت در خرید و فروش سهام هند حضور دارند که اکثریت آن‌ها در مومبای مستقر هستند.
- حدود ۴۴ درصد ترافیک دریایی کل کشور در بندر مومبای تخلیه و بارگیری می‌گردد. در بندر مومبای چهار اسکله تخلیه و بارگیری نفت خام وجود دارد.
- مهاراشترا بالاترین رقم تولید برق را در هندوستان دارا بوده که ۸۲ درصد آن از طریق انرژی گرمائی تولید می‌شود گفتنی است ۴۷۵۰ مگاوات برق هسته‌ای در کل هند تولید می‌گردد، کل میزان تولید برق در هند در سال ۲۰۰۴ میزان twh۶۵۰ بوده‌است.
- فرودگاه بین‌المللی چاتراپاتی شیواجی سالانه بیش از ۲۰ میلیون مسافر داخلی و خارجی را پذیراست.

- شهر مومبای از مهم‌ترین مراکز تجارت الماس به‌شمار می‌رود. تا جایی که ۸۰ درصد الماسهایی که در ایالت گجرات تراش داده می‌شوند به مومبای می‌رسد. بیش از ۷۵۰۰۰ نفر در این شهر از فعالیت‌های مربوط به الماس امرار معاشق می‌کنند.
- صنعت فیلم هند تا حدود زیادی در مومبای متمرکز است و سهم عمده‌ای از تولید سالانه ۹۰۰ تا هزار فیلم در این شهر و در مرکز سینمایی آن موسوم به بالیوود انجام می‌شود.[۱۲] بالیوود افزون بر مسائل اقتصادی نقش عمده‌ای در مسائل فرهنگی این شهر و کشور هند و حتی کشورهای همجوار به‌عهده دارد.

هفت شرکت عمده هندی که از شهرت آسیایی و بین‌المللی برخوردارند:
- ۱) شرکت تاتا یکی از بزرگ‌ترین و ثروتمندترین شرکت‌های هندی محسوب می‌شود و در زمینه‌های مختلف فعالیت دارد. این شرکت در صنایع زیر فعال می‌باشد:

اتومبیل‌سازی، فولاد و آهن، لوکوموتیو سازی، هتل‌های زنجیره‌ای، برق و فناوری اطلاعات، صادرات اتومبیل این شرکت عمدتاً به بازارهای اروپا، آمریکا و کشورهای آفریقایی می‌باشد. در ضمن شرکت تاتا در صنایع خودروسازی با ایران همکاری داشته و اخیراً در حال احداث یک کارخانه تولید فولاد در بندر عباس است.
ضمناً شرکت خدمات مشاوره‌ای تاتا اولین شرکت هندی به‌شمار می‌رود که در زمینه فناوری اطلاعات فعالیت می‌نماید.
- ۲) شرکت ریلاینس از صاحبان عمده صنایع نفتی از جمله پالایشگاهی به ظرفیت ۶۶۰ هزار بشکه در روز می‌باشد. ضمناً ریلاینس دومین شرکت بزرگ در امور مخابرات و صنایع پتروشیمی به‌شمار می‌آید. این شرکت همچنین ۲۰ درصد از بازار رو به رشد تلفن همراه را در هند به خود اختصاص داده‌است.
- ۳) شرکت صنایع آسار: آسار با ۴/۴ میلیارد دلار سرمایه، یکی از چند شرکت بزرگ مالی و تولیدی هندی با دامه فعالیت گسترده‌است. رشته‌های اصلی کار آسار در زمینه‌های فولاد، مخابرات، کشتیرانی، نفت و گاز، برق و انرژی و مهندسی ساخت است. اخیراً این شرکت در حال مذاکره جهت احداث یک سکارخانه تولید فولاد با ظرفیت ۵/۲ میلیون تن در سال با همکاری بخش صنایع ایران می‌باشد.

1. شرکت ماهیندرا یکی از بزرگ‌ترین تولیدکنندگان اتومبیل، کامیون و تراکتور در مومبای است. اخیراً، این شرکت به بازار تولید مینی‌بوس و وانت‌بارهای سه چرخه نیز وارد شده‌است. صادرات این شرکت به بازارهای اروپا، آفریقا، خاورمیانه و حتی آمریکا قابل توجه می‌باشد. شرکت‌های فرعی وابسته به ماهیندرا در زمینه‌های فناوری اطلاعات، توسعه و عمران نیز فعال است. این شرکت با جمهوری اسلامی ایران نیز رابطه بازرگانی دارد.
2. شرکت هندوجا که با نام شرکت برادران هندوجا شهرت دارد از نظر دارایی این شرکت جزو ثروتمندترین شرکت‌های آسیایی به‌شمار می‌آید. شرکت مذکور روابط بازرگانی متعددی با جمهوری اسلامی ایران دارد.
3. شرکت لارسن و توبرو یکی از بزرگ‌ترین شرکت‌های مهندسی هند محسوب می‌شود. این شرکت در صنایع مختلف از جمله نفت و گاز، سیمان، خدمات مهندسی، مقاطعه‌کاری و غیره فعالیت دارد. مانند دیگر شرکت‌های بزرگ هندی این شرکت نیز در بخش فناوری اطلاعات فعال می‌باشد.

- ۷)گروه گودرج در سال ۱۸۹۷ توسط یک پارسی به نام اردشیر گودرج تأسیس گردید. شرکت فوق از ابتدا فعالیت‌های خود را با تولید انواع قفل و صندوق نسوز آغاز نمود. اکنون این شرکت در زمینه‌های لوازم خانگی، اداری، الکترونیک، ماشین آلات، روغن، صابون، لوازم آرایشی و بهداشتی، محصولات کشاورزی و ساخت و ساز فعالیت می‌نماید. گودریج به‌طور میانگین صادراتی بیش از ۵/۲ میلیارد دلار محصولات و خدمات فنی در سال دارد.[۱۲]

## آب و هوا
در مجموع هوای مومبای گرم و شرجی است و مانند بسیاری از نقاط جنوبی و مرکزی هند دارای ۳ فصل می‌باشد:
- تابستان، که از فروردین شروع شده و تا اوایل خرداد ماه ادامه دارد در این فصل هوا بسیار گرم و درجه رطوبت بالا است.
- فصل باران‌های موسمی یا مانسون که از اوایل خرداد شروع و تا اوایل مهرماه ادامه دارد و توأم با بارندگی‌های بسیار شدید و سیل آسا است.
- زمستان که از اواخر شهریور شروع و تا اوایل اسفند ادامه پیدا می‌کند. با توجه به هوای ملایم، (بین ۱۵ الی ۲۵ درجه) این فصل از توریستی‌ترین فصول مومبای به‌شمار می‌رود.[۱۲]

## اماکن تاریخی و دیدنی

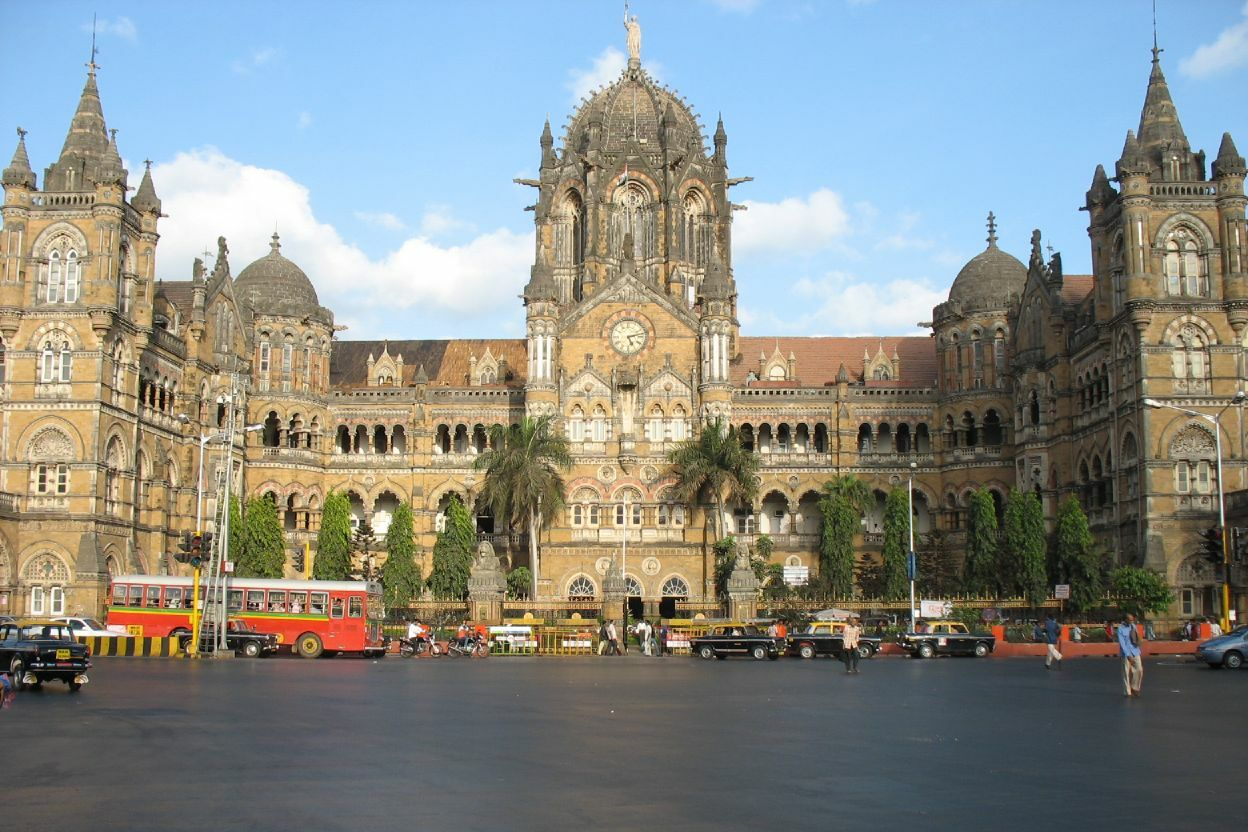
پایانه چاتراپاتی شیواجی در شهر مومبای.

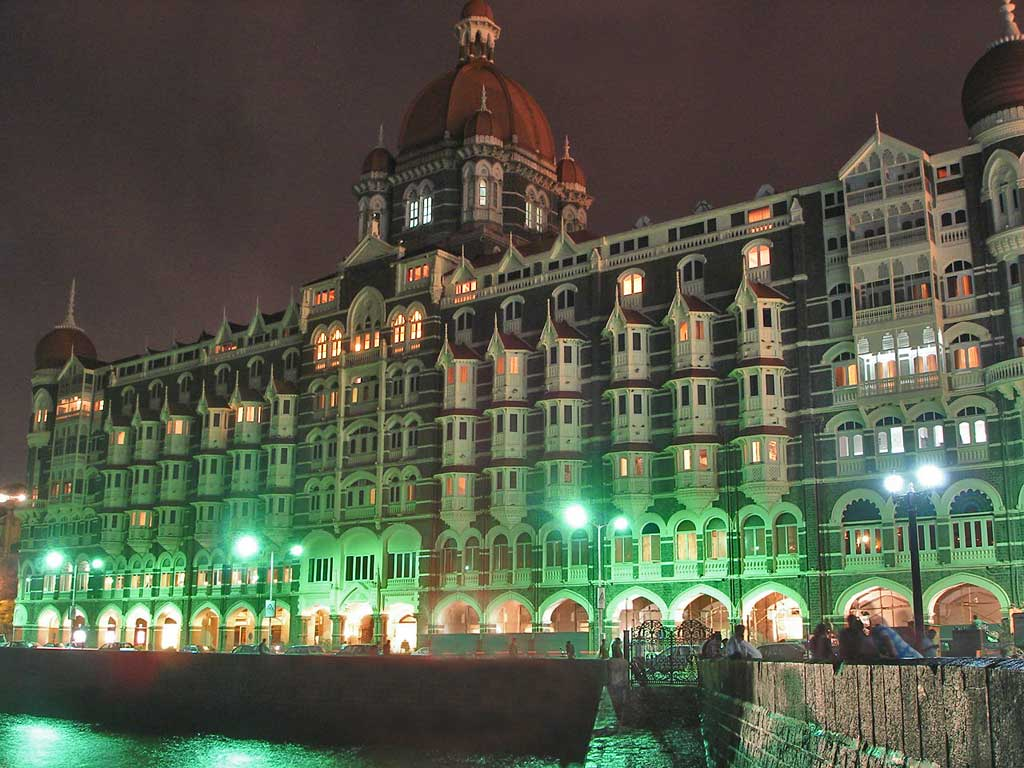
نمای هتل کاخ تاج‌محل در شب

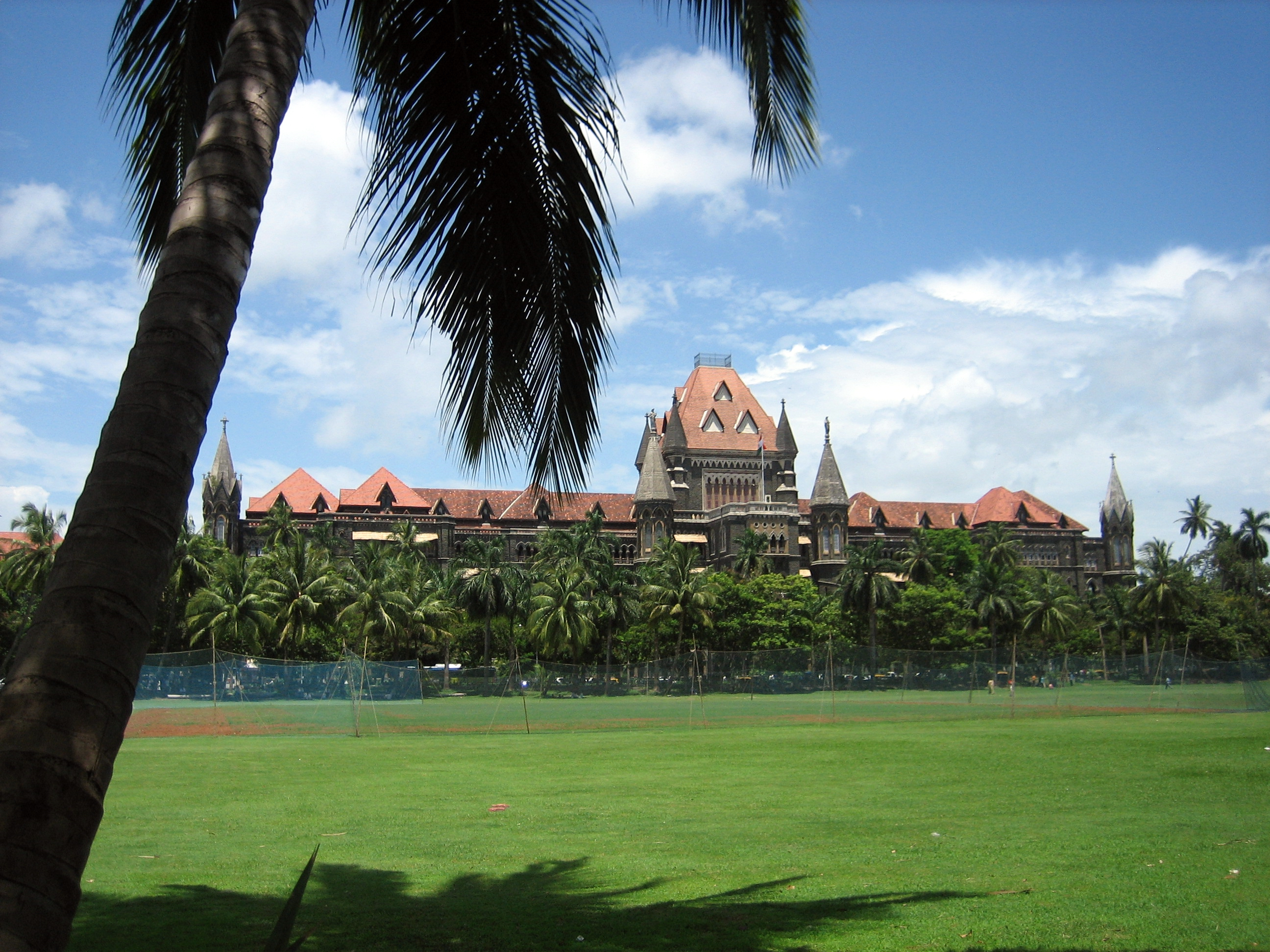
دادگاه عالی مومبای، نمونه‌ای از معماری دوران استعمار بریتانیا

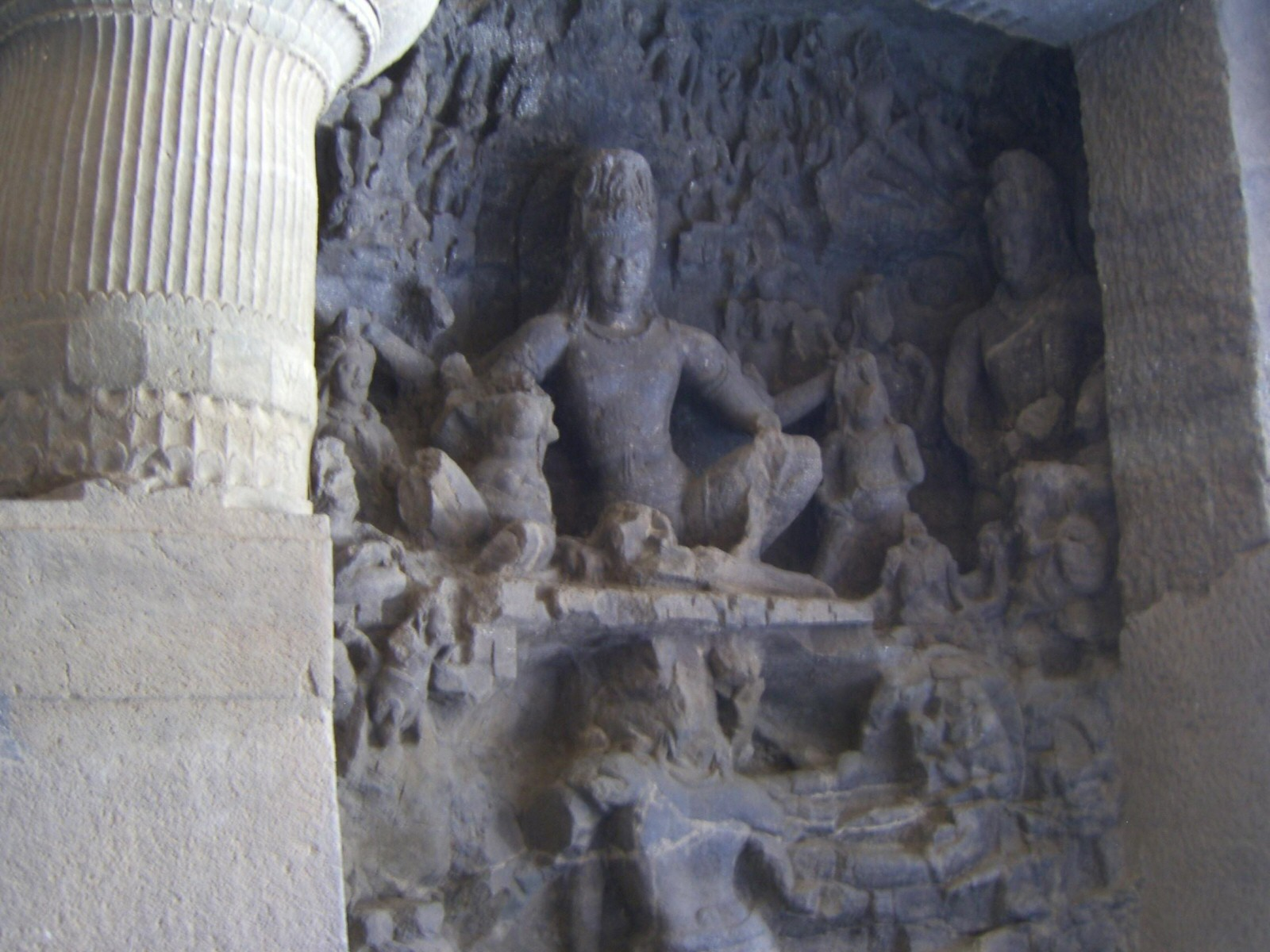
حجاری‌های شگفت‌انگیز در جزیره غار فیل‌ها

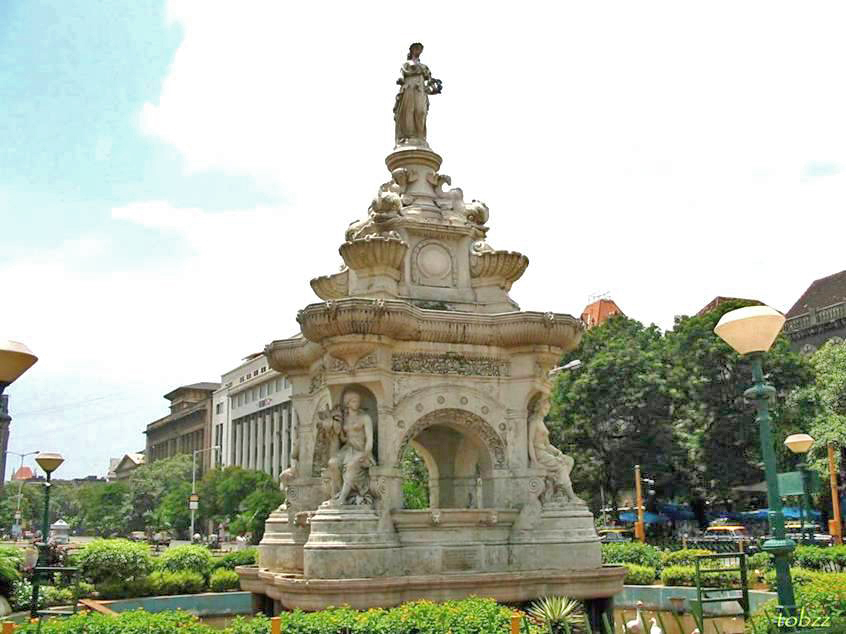
مجسمه فلورا فانتین یا الهه گیاهان در میدان هوتاتما در مومبای این مجسمه در سال ۱۸۶۴ ساخته شده

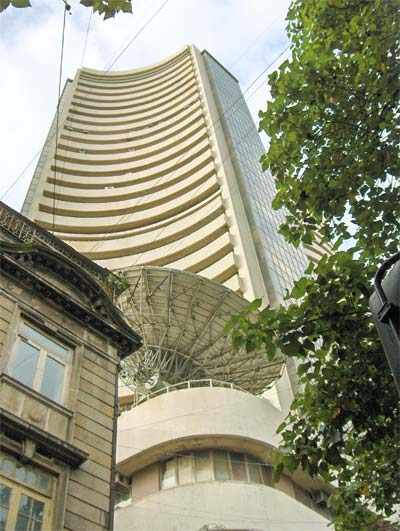
بازار بورس مومبای قدیمی‌ترین بازار بورس در آسیا

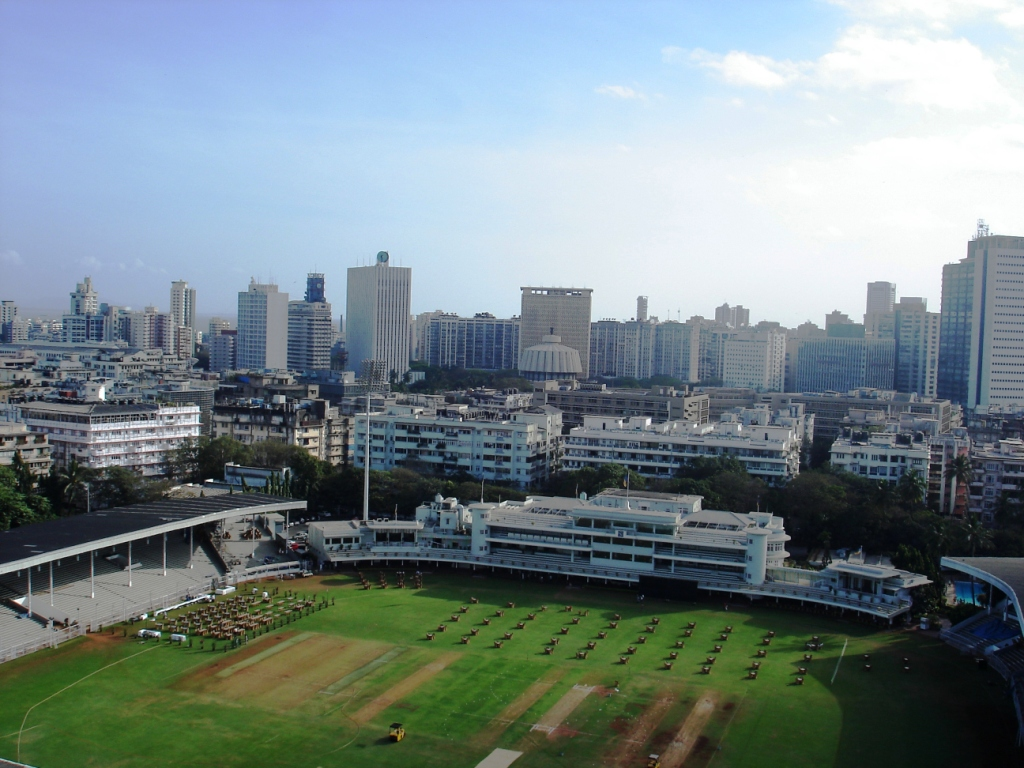
استادیوم باربورنه از قدیمی‌ترین استادیوم‌های کریکت در مومبای

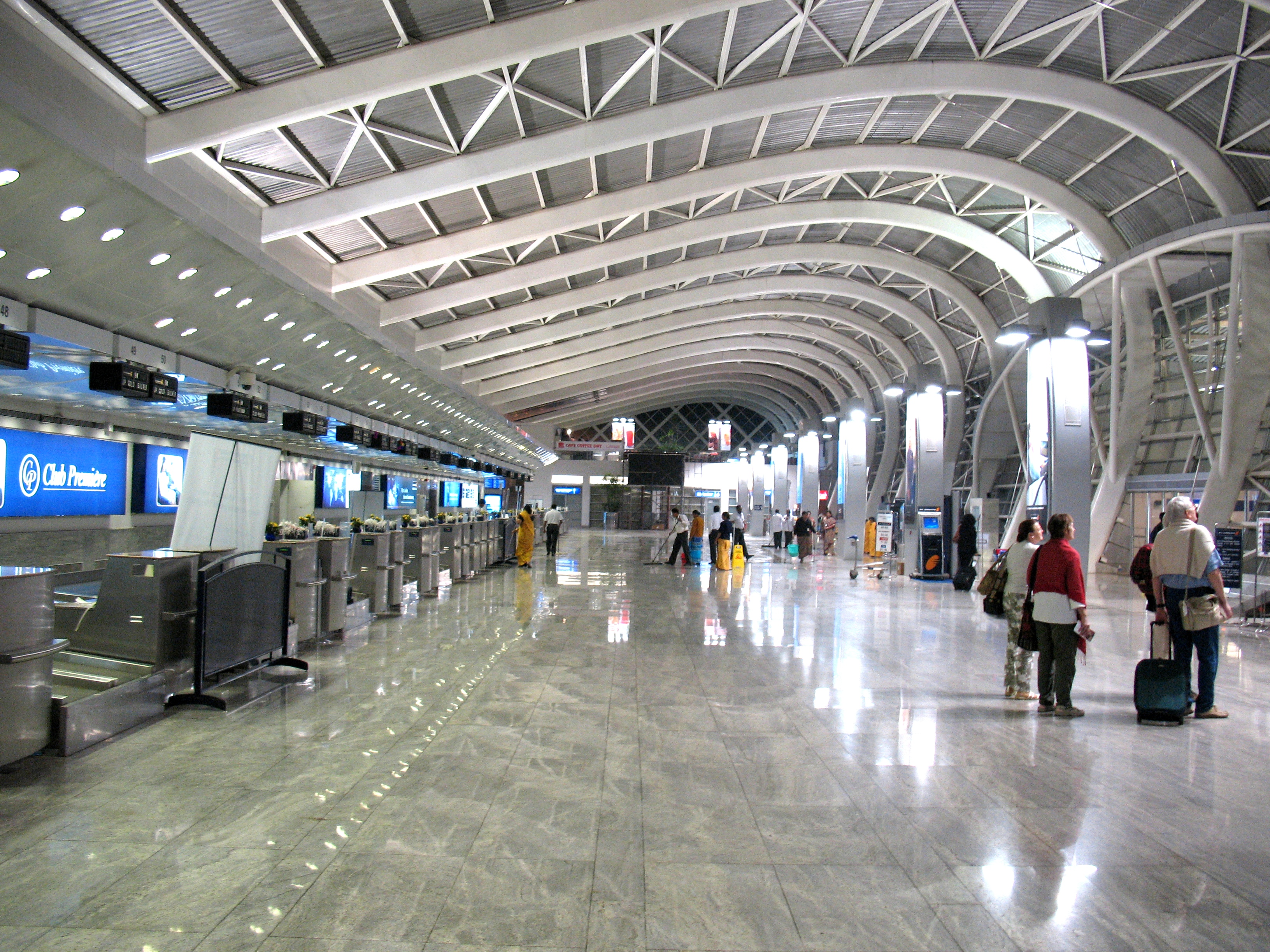
فرودگاه بین‌المللی چاتراپاتی شیواجی

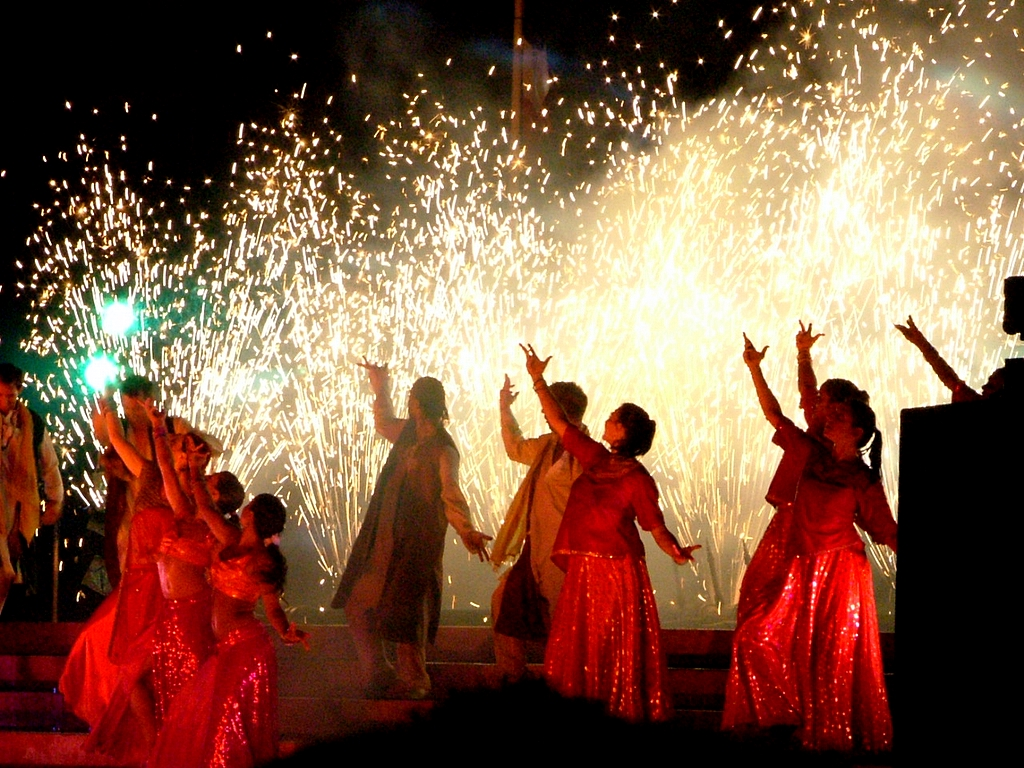
بالیوود در مومبای قرار دارد

طی یک سده حکومت بریتانیا بر این شهر ساختمان‌های زیبا و مجلل و بناهای تاریخی متعددی از ایشان در این شهر بزرگ برجای مانده‌است.
- دروازه هند (Gate of India):

این بنا، که بازمانده دوران استعمار انگلیس است، در سال ۱۹۲۴ به عنوان یادبود سفر جورج چهارم پادشاه انگلستان و همسرش ملکه ماری ایجاد شد. شاه و ملکه، در سال ۱۹۱۱ به مومبای سفر کرده بودند. در سال ۱۹۴۸ استعمارگران انگلیسی خاک هند را از همین دروازه ترک کردند. با توجه به این سابقه تاریخی، دروازه هند یکی از محبوب‌ترین محل‌ها برای گردهمائی گردشگران خارجی است. دروازه هند، در عین حال در کنار هتل کاخ تاج‌محل واقع شده که محل اقامت خارجی‌های ثروتمندتر است.
- موزه پرنس ویلز:

موزه‌ای پرعظمت با آثاری در خور توجه از دوران‌های مختلف تاریخ و هنر هند همراه با نمونه‌هایی از حیات وحش و آبزیان هندوستان است. این موزه بین سال‌های ۱۹۰۴ و ۱۹۱۴ بنا گردید که در اثنای جنگ جهانی اول به‌عنوان بیمارستان مورد استفاده قرار گرفت. معماری بنا به سبک گوتیک و از سنگ بازالت ساخته شده‌است. این بنا در میان باغ زیبائی تأسیس گردیده‌است که پس از مسافرت پرنس ولز در ۱۹۰۵ به هند بدین نام خوانده شده‌است.
- پایانه چاتراپاتی شیواجی یا ایستگاه ملکه ویکتوریا:

که بزرگ‌ترین ایستگاه قطار در مومبای و یکی از بناهای دیدنی دوران استعمار بریتانیا است. این بنای زیبا به‌عنوان نمونهٔ کاملی از سبک معماری نئوگوتیک شناخته می‌شود و اکنون با تأسیسات جانبی‌اش و با نام «ترمینال چاتراپتی شیواجی» (یا CST) مورد استفاده عموم است و ایستگاه اولیه و اصلی قطارهای بیرون شهری و درون‌شهری مومبای به‌شمار می‌رود.
در سال ۲۰۰۴ میلادی، این بنا در فهرست میراث جهانی یونسکو به ثبت جهانی رسید.
- دادگاه عالی مومبای:

این بنا نمونه‌ای عالی از معماری دوران استعمار بریتانیا در هند محسوب می‌شود.
- موزه ویکتوریا:

در سال ۱۸۶۲ قطعه زمینی به مساحت ۱۵ هکتار در کولابا جهت احداث باغ ویکتوریا اختصاص داده شد و در نوامبر ۱۸۷۲ به روی عمومی مردم گشوده شد. از آن زمان تاکنون ۷ هکتار دیگر نیز به این باغ‌ها اضافه شده‌است. باغ دارای معماری منحصر به‌فرد و زیبایی می‌باشد که موزه ویکتوریا نیز در آن واقع شده‌است.
- هتل کاخ تاج‌محل:

هتل مجلل و مدرنی است مومبای با نام سابق بمبئی (انگلیسی: Mumbai مراتی:मुंबई) پایتخت ایالت مهاراشترا از مهم‌ترین شهرهای کشور هند است. این هتل یکی از بناهای زیبا و دیدنی مومبای و هند به‌شمار می‌رود و محل اقامت گردشگران ثروتمندتر است. در رشته حملات نوامبر ۲۰۰۸ در بمبئی این هتل در کانون حملات تروریستی بود و خسارات قابل توجهی دید که به سرعت بازسازی شد.
- دانشگاه مومبای:

ساختمان این دانشگاه قدیمی که در نزدیکی دادگاه عالی واقع شده‌است دیدنی است و از شاهکارهای معماری نئوگوتیک در مومبای است. قسمت کتابخانه و برج ساعت آن نمونه کوچکی از برج ساعت بیگ بن لندن است.
- مجموعه هنری جهانگیر:

این گالری در ۱۹۵۲ توسط جامعه هنر مومبای بنا گردید. امروزه به منظور نمایش آثار هنری برای همگان از آن استفاده می‌شود و مجموعاً دارای چهار سالن نمایش است.
- کتابخانه دیوید ساسون:

کار احداث بنای کتابخانه در ۱۸۷۰ به پایان رسیده‌است. این بنا نیز در منطقه نزدیک دانشگاه مومبای واقع است.
- غار فیل‌ها:

یا غارهای الفانتا که آثار باستانی شگفت‌انگیزی در آنجاست. در جزیره‌ای به همین نام به فاصله‌ای حدود ۴۵ دقیقه با قایق یا کشتی تفریحی در جنوب مومبای واقع شده که از طرف یونسکو به‌عنوان میراث فرهنگی اعلام شده‌است. حرکت به سمت این جزیره که یه جزیرهٔ میمون‌ها نیز شهرت دارد از دروازه هند و توسط قایق و کشتی‌های کوچک صورت می‌گیرد.
- درگاه حاجی علی:

زیارتگاه و مسجدی است برای مسلمین که در میان دریا قرار گرفته و با مسیر پیاده‌روی به ساحل متصل است. این ساختمان در سال ۱۴۳۱م بنا شده و در ساحل ورلی واقع است. به‌طور معمول بیش از ۴۰۰۰۰ زائر در روزهای پنجشنبه و جمعه از این درگاه بازدید می‌کنند.
- زیارتگاه بهره‌ها:

مقبره دکتر سید ابومحمد طاهر سیف الدین پنجاه و یکمین داعی مطلق فرق بُهره‌ها در منطقه بندی بازار شهر مومبای قرار دارد. دوره داعی وی ۵۳ سال بوده‌است. بنای این مقبره در سال ۱۹۷۵ توسط یک معمار مصری تکمیل شده و تمام دیواره‌ها از سنگ سفید ساخته شده‌است. داخل این مقبره ۱۱۴ نوع «بسم الله الرحمن الرحیم» در سنگ‌های قیمتی مانند الماس، لول، مرجان و غیره نوشته شده‌است. شعرهای نوشته شده توسط دکتر طاهر سیف الدین که چند تا از آن بدون نقطه و بدون الف نوشته شده در دیوارهای مقبره کنده کاری شده‌است.
- مارین درایو:

یا گذرگاه دریایی که گذرگاهی ساحلی در کنار دریای عرب است. در دوره حکومت بریتانیایی‌ها نام این جاده، گردنبند ملکه بود. در ساعات شب وقتی چراغها روشن می‌شود، این جاده شکل یک سینه‌ریز مزین با جواهر را دارد.
- خسروباغ:

یکی از محله‌های ویژه پارسیان هند است. به غیر اعضای جامعه پارسیان هند اجازه ورود به این مکان همچون سایر اماکن پارسیان داده نمی‌شود.
- مغول مسجد:

مسجد ایرانیان که به مغول مسجد مشهور است به‌وسیله شخصی بنام حاج محمد شیرازی بیش از ۱۵۰ سال قبل بنا شده‌است. وی که از تجار ایرانی مقیم مومبای بوده‌است، این مسجد را در محل امام باره رود نزدیک محله مسلمان‌نشین بندی بازار بنا نموده‌است. این مسجد یکی از مهم‌ترین مراکز تشیع در مومبای و حتی در هند محسوب می‌گردد. طبق وقف‌نامه موجود، متولیان این مسجد را اعضای خانواده نمازی شیرازی تشکیل می‌دهند و در گذشته پیوسته پیشنماز این مسجد نیز فردی ایرانی بوده‌است. اما در حال حاضر اشخاصی از شهرها و ایالت‌های مختلف هند این وظیفه را بعهده دارند. این مسجد دارای موقوفات و ساختمان‌های متعددی است که پشتیبانی مالی این مکان به‌شمار می‌روند.
- چپاتی:

تفریحگاهی است در کنار دریا که شب‌ها مردم در این مکان جمع می‌شوند. خانواده‌ها با بچه‌هایشان برای استراحت به آنجا می‌روند. در رو بروی «چپاتی» و در وسط آب دریا نزدیک به ساحل، یک «بُت» (صنم) بزرگی ساخته‌اند به عرض ۲ متر و ارتفاع چهار متر. نام این بت به زبان هندی «سَمَندَر کِی بَگوان» است؛ یعنی (خدای دریا). هندوها بر این اعتقادند که اگر کسی دچار غرق در آب شد این صنم یا «بُت» او را نجات خواهد داد. فقط همینکه شخص احساس غرق شدن نمود، سه بار این بت را بزبان هندی صدا کند: (بچاو، بچاو، بچاو)،  بچاو در زبان هندی به معنای «مرا نجات بده» است. البته قبل از ورود به آب دریا شخصی که موکل این صنم «سَمَندَر کِی بَگوان» است راهنمایی‌هایی به مردم مخصوصاً کودکان می‌نماید
- پارک کملا نهرو:

پارک زیبایی است بر فراز تپه مالابار که مساحتی افزون بر ۴۰۰۰ متر مربع دارد و به افتخار همسر جواهر لعل نهرو، نخستین نخست‌وزیر هند پس از استقلال، نام‌گذاری شده‌است.
- بازار کَرافت مارکت:

یکی از قدیمی‌ترین بازارهای مومبای است. این بازار در کنار دیگر بازارهای سنتی و انبوه فروشگاه‌های بزرگ و چند ملیتی امروزی، هنوز رونق خود را حفظ کرده‌است.
- بازارهای مومبای:

افزون بر بازار تاریخی کرافت مارکت در شهر مومبای بازارهای متعددی وجود دارد که اغلب به فروش منسوجات، پوشاک، صنایع دستی، مصنوعات و زیورآلات طلا و نقره و غیره در این شهر بزرگ، پرجمعیت و پر رونق اشتغال دارند. مانند بهیندی بازار، بازار کُلابه و بازار بندیرا. شهر مومبای به عطر «دهن العود»، «عود»، «صندل»، «مسک» و «عنبر» مشهور است. همچنین انبوه بازارهای مدرن و فروشگاه‌های برندهای مشهور جهانی در این شهر به فراوانی یافت می‌شوند.
افزون بر این هم‌اکنون بسیاری از مراکز جدید و ساختمان‌های نوین جزو دیدنی‌های این شهر بزرگ به‌شمار می‌روند.

## آموزشی
شهر مومبای از مراکز مهم فرهنگی و آموزشی هندوستان محسوب می‌شود. مراکز آموزش عالی زیادی در این شهر به تربیت دانشجو در رشته‌های گوناگون و مقاطع مختلف مشغول هستند. دانشگاه مومبای یکی از دانشگاه‌های بزرگ و بسیار قدیمی است که به لحاظ تنوع رشته‌های تحصیلی یکی از بزرگ‌ترین دانشگاه‌های دنیا محسوب می‌شود. علاوه بر آن موسسه هندی فناوری مومبای یا IIT Bombay که معتبرترین دانشگاه‌های فنی هند و یکی از معتبرترین دانشگاه‌های هند و دنیا به‌شمار می‌رود. همچنین انستیتوی فناوری ورماتا جیجابای به همراه صدها دانشگاه، کالج و مؤسسه معتبر آموزشی دیگر در این شهر فعال هستند.

## ادیان
از نظر ادیان مختلف، حدود ۸۱ درصد جمعیت در ایالت مهاراشترا هندو، ۱۶ درصد مسلمان، مسیحیت ۱ درصد، جینیسم ۱ درصد، و ادیان دیگر مانند زرتشتی و یهودی مجموعاً ۱ درصد ترکیب جمعیتی را تشکیل می‌دهند.
مسلمانان این ایالت را فرق سنی، شیعه دوازده‌امامی، شیعه ۶ امامی یا بوهره، آقاخان یا اسماعیلی و وهابی تشکیل می‌دهند. تعداد مسلمانان شهر مومبای ۴ میلیون نفر برآورد شده‌است. از این تعداد حدود پانصد هزار نفر شیعه ۱۲ امامی و ۲۰۰ هزار نفر شیعه ۶ امامی هستند.
افزون بر اکثریت قاطع هندوها حضور مسلمانان و اقلیت زرتشتی (که با جمعیتی بیشتر از ۹۰هزار تن از کوچک‌ترین جماعتهای مذهبی هندوستان به‌شمار می‌روند و با نام پارسیان شناخته می‌شوند.) در این شهر مشهود است.

## مطبوعات
چگونگی و حجم مطبوعات در هند قابل توجه‌است. در این کشور با وجود ۱۸ زبان رسمی نشریات به زبان‌های مختلف انتشار می‌یابند که به‌طور مثال در ایالت مهاراشترا به دلیل گسترش زبان مراتی روزنامه لوک ستا جایگاه خاصی دارد.
ایالت مهاراشترا دارای روزنامه‌هایی به زبان‌های مختلف از جمله هندی، مراتی، گجراتی، انگلیسی و اردو می‌باشد. قیمت روزنامه‌ها غالباً از ۳ روپیه تجاوز نمی‌کند.
تعداد مجله‌های هفتگی این ایالت ۲۰ عنوان، ۱۵ روزه هشت عنوان، دوماهه سه عنوان، سه‌ماهه سه عنوان و سالانه دو عنوان می‌باشد.
از بین ۶۴ روزنامه ۱۲ نشریه آن مهم می‌باشد که از جمله آن‌ها سه روزنامه اردو زبان انقلاب، هندوستان و اردو تایمز است که قشر مخاطب آن مسلمانان هستند.
تایمز هند (با تیراژ بیش از ۸ میلیون نسخه در روز)، ایندین اکسپرس، ایشین ایج، اکونومیک تایمز، آفترنون، میددی، فری پرس جورنال، روزنامه DNA و مومبای میرور روزنامه‌های انگلیسی زبان هستند. روزنامه جام جمشید که هفتگی چاپ می‌شود به‌زبان گجراتی و انگلیسی است.
از نشریات متعلق به پارسیان می‌توان از ماهنامه پارسیانا، BPP REVIEW و روزنامه جام جمشید نام برد. جام جمشید مخصوص زرتشتیان هند است که اکثر قریب به اتفاق مطالب آن موضوعات مربوط به زرتشتیان و آیین زرتشت است. تیراژ آن در هفته بیش از ۲۰ هزار نسخه‌است که به صورت پستی ارسال می‌شود.
در حال حاضر چند کانال تلویزیونی بخش خصوصی متعلق به شیعیان به صورت منطقه‌ای برنامه‌های خود را پخش می‌کنند که از جمله می‌توان به کانال WIN اشاره نمود.

## مترو
متروی بمبئی در سال ۲۰۱۴ تأسیس شده و هم‌اکنون دارای ۱ خط و ۱۲ ایستگاه می‌باشد.

## ایرانیان در مومبای
ایرانیان مقیم مومبای به دو دستهٔ ایرانیان مهاجر یا مقیم و دانشجویان مشغول به تحصیل در این منطقه تقسیم می‌شوند:

### ایرانیان مهاجر
اغلب ایرانیان مهاجر که اکنون مقیم کشور هندوستان هستند از اهالی پیشین بخش‌های یزد، تفت و روستاهای مجاور و برخی از شهرهای استان فارس یا جنوب ایران هستند. محل سکونت اکثر ایرانیان مهاجر شهرهای مومبای و پونا می‌باشد این عده در ۹۰ سال گذشته به مرور اقدام به مهاجرت به هندوستان نموده‌اند.
براساس شواهد تاریخی، مؤثرترین عامل مهاجرت ایرانیان به هند وقوع دو دوره خشکسالی در اوایل قرن اخیر در مناطق مرکزی ایران بوده‌است. در ابتدای مهاجرت، اکثر ایرانیان در مشاغلی همچون چای فروشی که یکی از تولیدات عمده هند می‌باشد و نیز در مشاغل دیگری چون اغذیه فروشی و قهوه‌خانه‌داری فعال بوده‌اند. این مشاغل به‌طور سنتی از پدران به فرزندان به ارث رسیده‌است. لازم است ذکر شود در حال حاضر درصد تعدادی از ایرانیان مقیم دارای تحصیلات عالی در مقاطع دکتری، فوق لیسانس و لیسانس می‌باشند.
ایرانیان مقیم مومبای از مشکلاتی که گریبانگیر مهاجرین ایرانی در دیگر کشورهای جهان است نیز مصون نیستند. به‌عنوان نمونه می‌توان از فاصله‌ای که بین نسل دوم و سوم ایرانیان مهاجر با زبان و فرهنگ ایرانی ایجاد شده‌است نام برد.
اگرچه ۹۰ سال از مهاجرت ایرانیان به هند می‌گذرد، اما آن‌ها عمدتاً علاقه‌مند به حفظ هویت ایرانی خود هستند و در این راستا خود را قویا به اخلاق و فرهنگ ایرانی پایبند می‌دانند. البته داشتن شناسنامه ایرانی و گذرنامه هندی تقاضای روادید آن‌ها را برای سفر به ایران با مشکل مواجه کرده‌است.
دو تشکل ایرانیان در شهرهای مومبای و پونا از گذشته فعالیت داشته‌اند. انجمن شیعیان اثنی‌عشری یزدیان مقیم (فتوت) در شهر مومبای (تأسیس در سال ۱۹۲۸) و نیز انجمن شیعیان اثنی‌عشری یزدیان مقیم پونا (حمیت) با در دست داشتن موقوفات به جا مانده محل مناسبی جهت فعالیت‌های مذهبی و اجتماعی ایرانیان مهاجر بوده‌اند.
بخش دیگری از مهاجران ایرانی که در طی دهه‌های اخیر به هند و به‌ویژه منطقه غرب هند مهاجرت کرده‌اند زرتشتیان می‌باشند. این گروه نیز تشکلی به نام انجمن زرتشتیان ایرانی برای خود سامان داده‌اند و دارای روابط نزدیکی با پارسیان هند می‌باشند.

### دانشجویان ایرانی
تعداد کل دانشجویانی که در حال حاضر در مومبای و پونا تحصیل می‌کنند بیش از ۳۵۰۰ نفر تخمین زده می‌شود (برای ۲۵۰۰ نفر در کنسولگری ایران در مومبای پرونده دانشجویی وجود دارد) که اغلب آنان در پونا مشغول به تحصیل هستند. شهر پونا در ۱۵۰ کیلومتری شهر مومبای از مراکز مهم علمی کشور هند محسوب می‌شود. به دلیل آب و هوای معتدل و مطلوب و همچنین سابقه حضور ایرانیان در پونا اکثر دانشجویان ایرانی جذب دانشگاه‌های این شهر می‌شوند که در سال‌های اخیر سیر صعودی قابل توجهی را شاهد هستیم.

## سازمان‌های جمهوری اسلامی ایران مستقر در مومبای
افزون بر سرکنسولگری جمهوری اسلامی ایران در مومبای که قدیمی‌ترین سرکنسولگری ایران در خارج از کشور است، ارگان‌های زیر وابسته به دولت ایران در مومبای فعال هستند:
۱- خانه فرهنگ جمهوری اسلامی ایران
خانه فرهنگ جمهوری اسلامی ایران در مومبای در سال ۱۳۳۵ شروع به فعالیت نموده‌است. در این سال بخشی از مدرسه متعلق به پارسیان هند جهت ترویج زبان فارس به دولت وقت ایران تحویل گردید و بعد از چند سال به خانه فرهنگ تغییر نام داد. پس از انقلاب اسلامی عمده فعالیت این مرکز علاوه بر زبان فارس ترویج شعائر انقلاب اسلامی بوده و با توجه به گستردگی حوزه امور فرهنگی در جنوب هند امور مربوط به این منطقه از هند توسط دفتر فوق انجام می‌پذیرد.
۲- دفتر هواپیمایی جمهوری اسلامی ایران
از حدود ۴۰ سال پیش با برقراری پرواز مستقیم بین تهران و مومبای فعالیت ایران ایر در هند شروع شد. در حال حاضر روزهای جمعه و سه شنبه یک پرواز رفت و برگشت بین تهران و مومبای وجود دارد.
۳- کشتیرانی ایران و هند (کشتیرانی جمهوری اسلامی ایران)
این شرکت در سال ۱۳۵۴ و در پی توافق دولتین دو کشور و به منظور توسعه روابط اقتصادی در قالب یک شرکت سهامی خاص که ۵۱ درصد سهام آن متعلق به شرکت کشتیرانی آریا (نام سابق کشتیرانی جمهوری اسلامی ایران) و ۴۹ درصد سهام آن متعلق به شرکت کشتیرانی دولتی هند بود، تأسیس گردید.
۴- دفتر بازرگانی پتروشیمی
این دفتر از سال ۱۳۷۶ هم‌زمان با دفاتر پتروشیمی در لندن، هامبورگ، دبی، سنگاپور، شانگهای و پکن در مومبای، افتتاح گردید. ماهیت دفتر عمدتاً بازاریابی محصولات پتروشیمی و فروش آن است.
۵- مدرسه مومبای و مجتمع آموزشی شهر پونا
مدرسه مومبای در محل ساختمان قدیمی سرکنسولگری جمهوری اسلامی ایران موسوم به چرچگیت مستقر می‌باشد. علاوه بر آن در مجتمع آموزشی شهر پونا تعداد بیشتری دانش آموز رسمی در مقاطع مختلف و تعدادی به‌طور مستمع آزاد در مقاطع دبیرستان مشغول هستند که ۱۱ دبیر مسئولیت آموزشی آن‌ها را بعهده دارند.
۶- شرکت ملی نفت ایران NIOC
مطالعات اولیه در خصوص تأسیس دفتر و نیز اخذ مجوزهای مربوط انجام شده و به زودی دفتر شرکت فوق در مومبای افتتاح خواهد شد.

## حملات تروریستی ۲۰۰۸
شهر مومبای به عنوان یکی از مراکز عمده تجاری، فرهنگی و گردشگری هند همواره یکی از اهداف حملات تروریستی بوده‌است از جمله یک رشته حملات هم‌زمان مسلحانه در ۲۶ نوامبر ۲۰۰۸ در شهر مومبای صورت گرفت که موجب کشته شدن بیش از ۱۹۵ نفر شد. دستکم ۱۰ منطقه در این شهر به‌طور هم‌زمان مورد حمله واقع شدند. پایانه چاتراپاتی شیواجی، هتل‌های مجلل نظیر هتل کاخ تاج‌محل و هتل پنج ستارهٔ اوبروی، یک بیمارستان، یک مرکز یهودیان متعلق به سازمان خبد، یک سینما، یک بار و اداره پلیس و چند مرکز اداری-تجاری دیگر از این جمله‌اند.

## نگارخانه

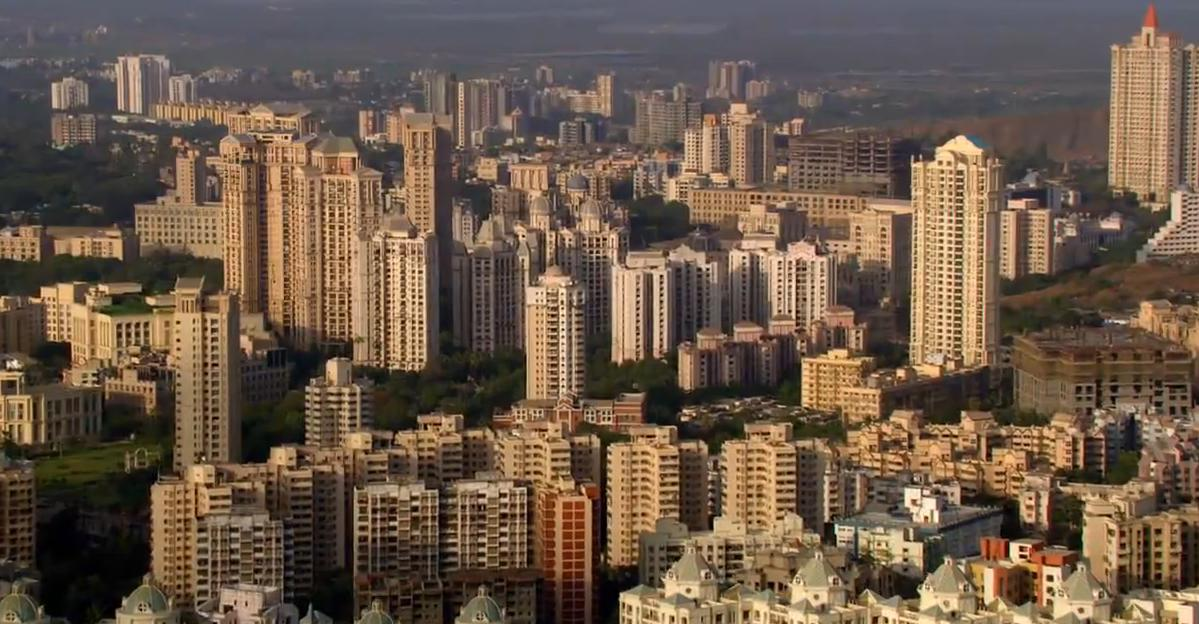
عکسی هوایی از کلان شهر مومبای
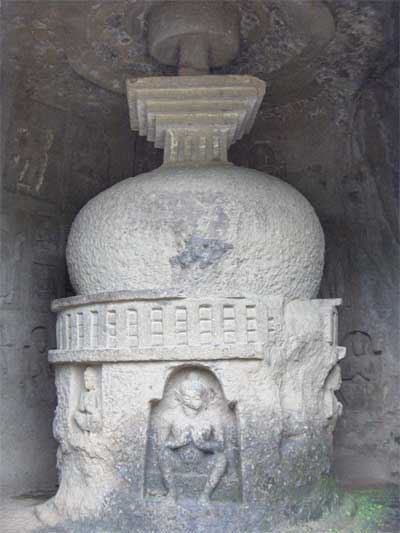
غار کنهری در مومبای که در زمان گذشته مرکزی برای بودائیان غرب هند بود.
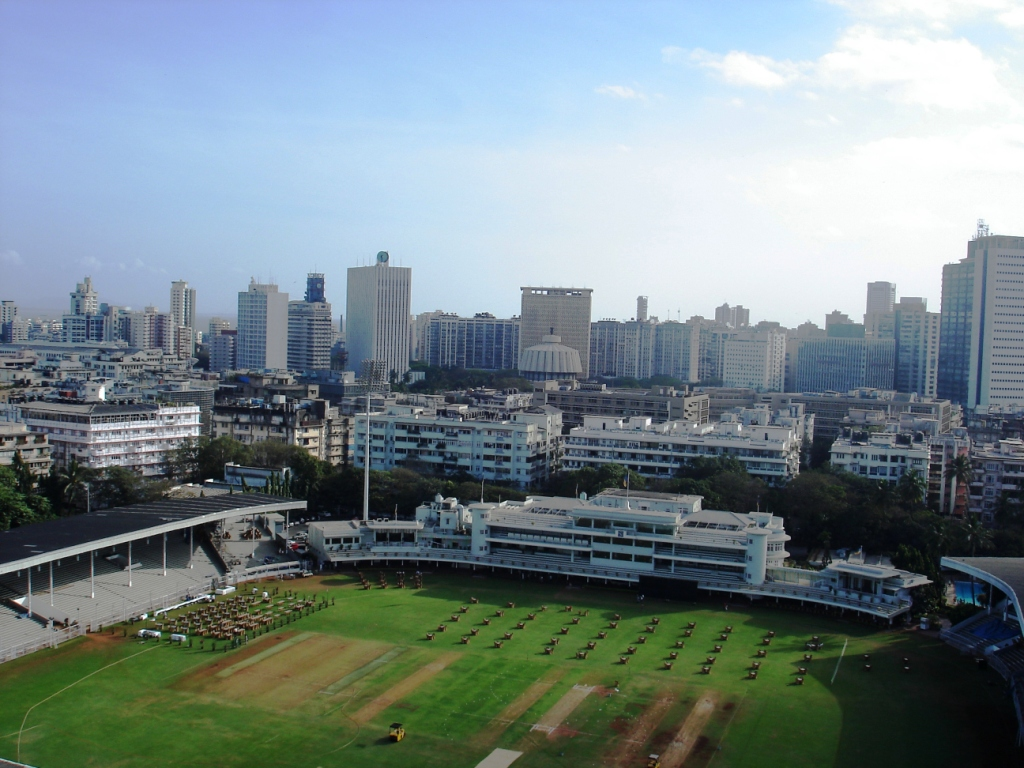
استادیوم ورزشی باربورنه در مومبای
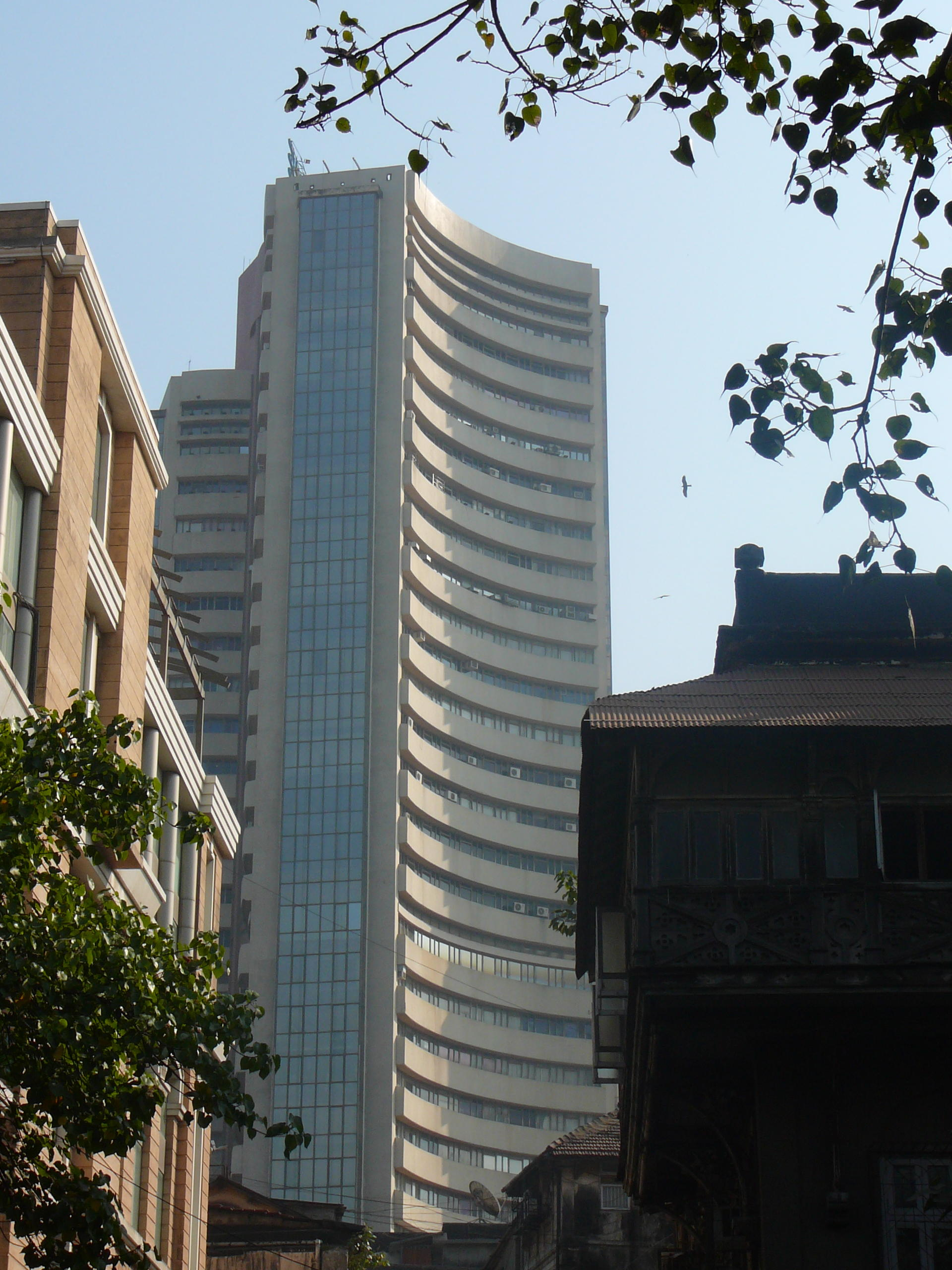
ساختمان بورس سهام مومبای
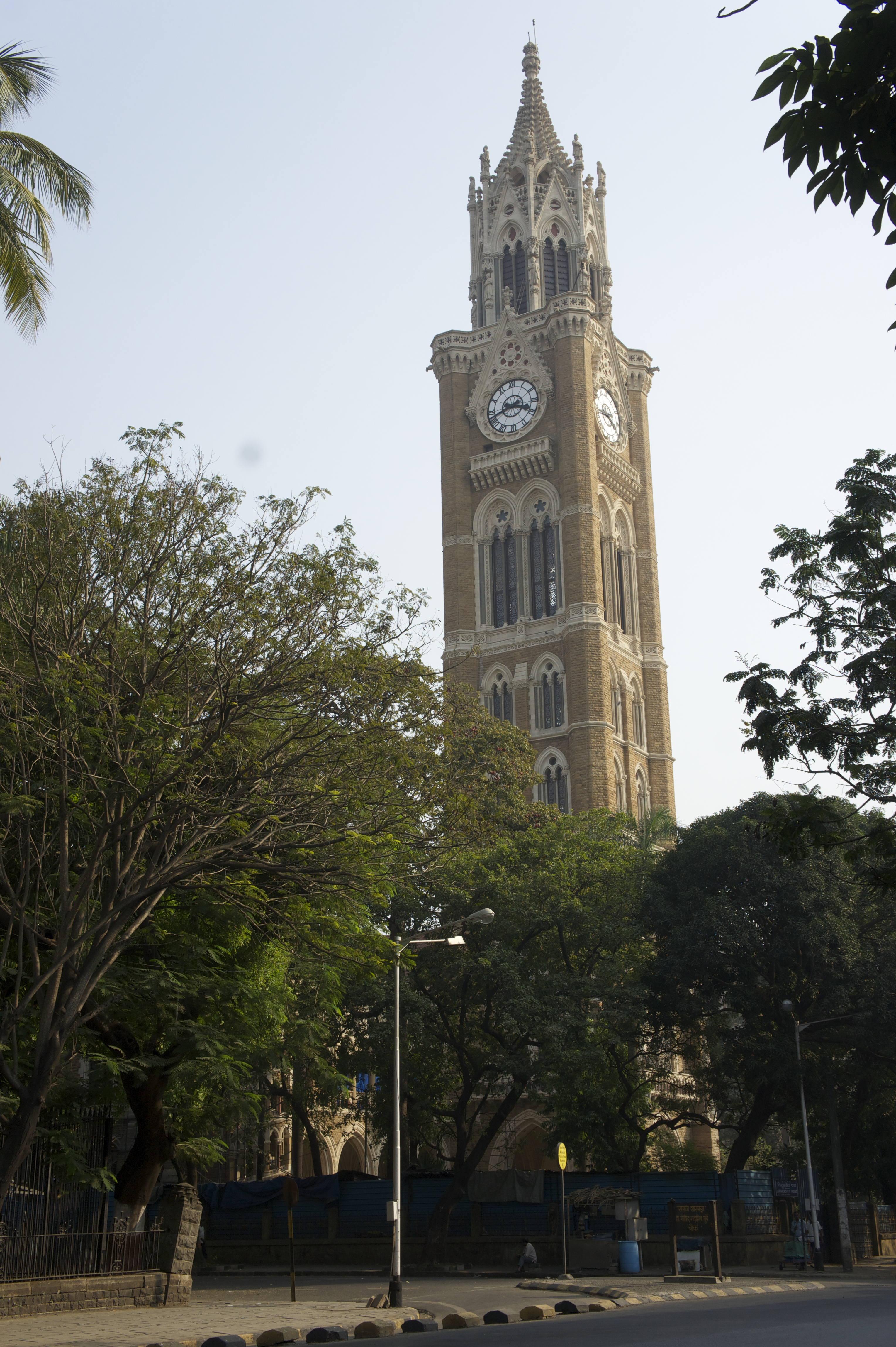
برج راجابای در دانشگاه مومبای
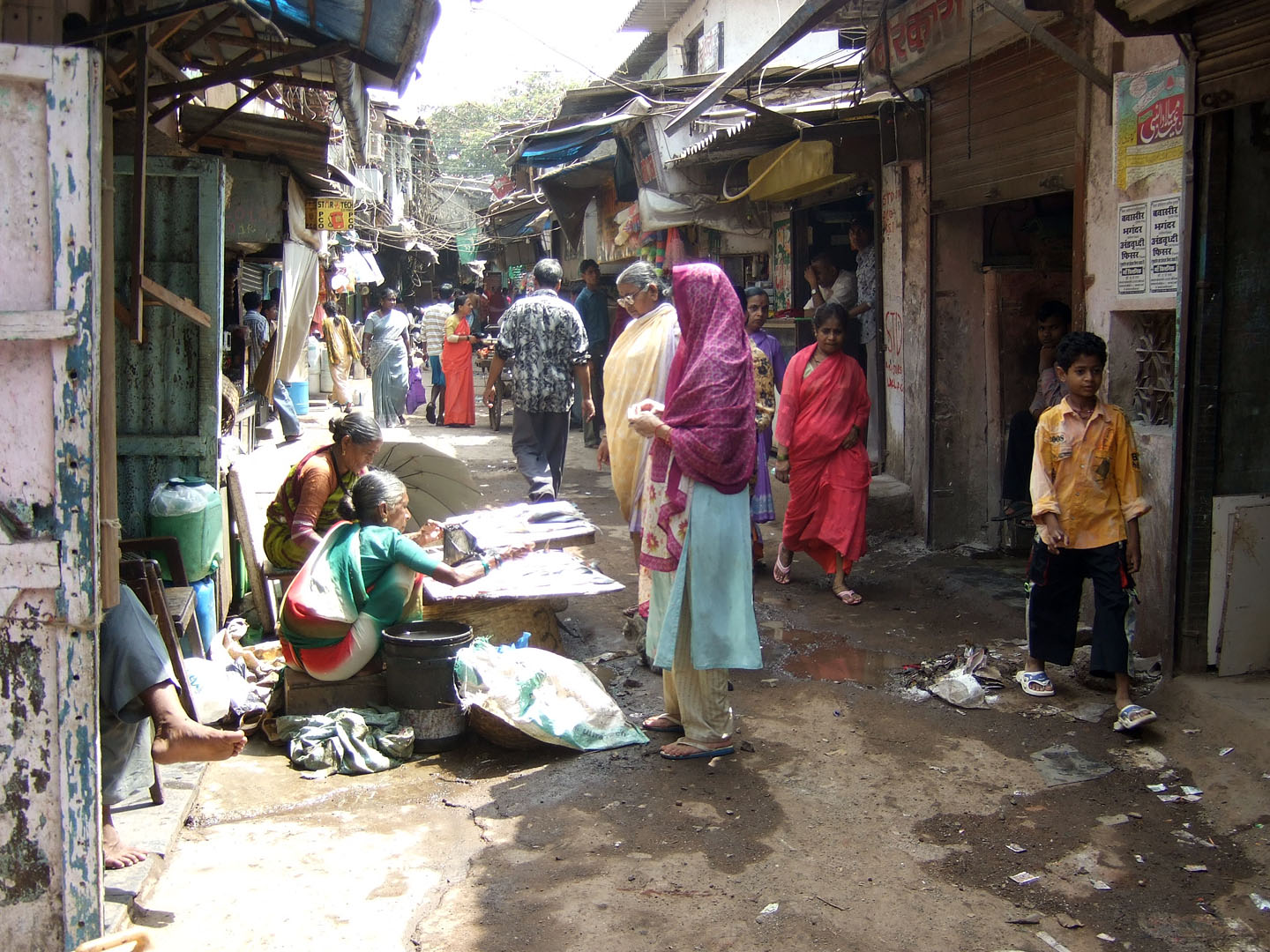
منطقه داراوی دومین بزرگترین زاغهنشین دنیا